# ルール川

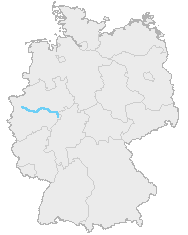
ルール川の流路（東から西へ流れる）

ルール川（ルールがわ、Ruhr [ru:ɐ̯]）は、ドイツのノルトライン＝ヴェストファーレン州を流れるライン川右岸の支流で、全長217km、流域面積は4,485km²。ヨーロッパ最大の工業地域であるルール地方の名前の由来ともなった。ルール川下流の平均流量は、ミュールハイムの流量計で79m³/sで、流量ではライン川支流中5番目に大きな川である。

## 流域

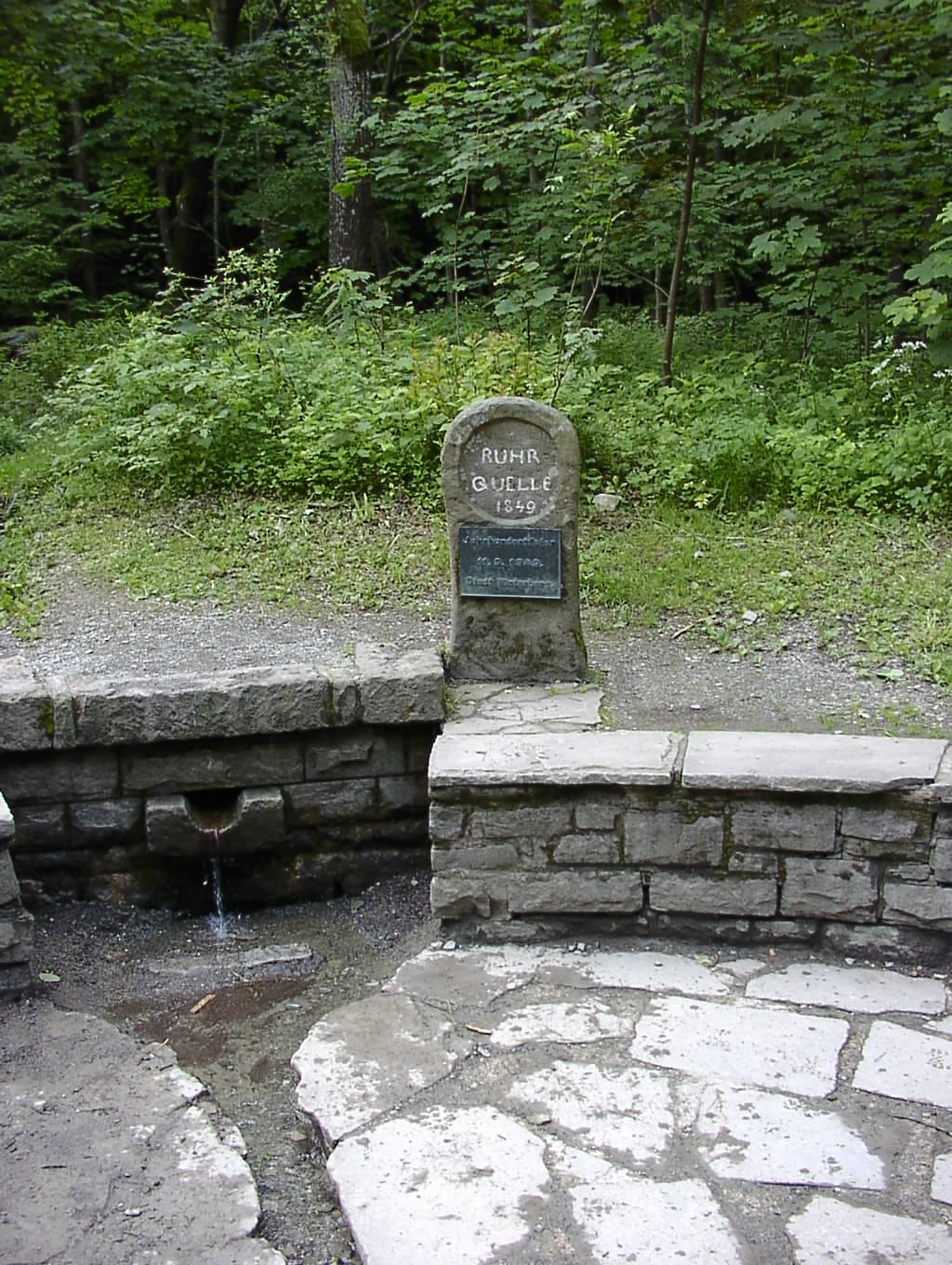
ルール川の源流

### 水源
ルール川は、ザウアーラント高地、ロタール山地ルールコップフ山（標高696m）の北斜面に水源を持つ。高度約674mの地点で、ヴィンターベルク＝エルケリンクハイムの北西約1.5km、ヴィンターベルクの北東3km、ノルトヘーレの南東4kmの場所である。
ルール川の水源は、ライン＝ヴェーザー分水界に位置している。ルール川が西へ向かって流れ最終的にライン川へと流れ込むのに対して、ルールコプフ山の南東斜面に湧いたせせらぎはオルケ川に流れ込む。この川は、エーダー川、フルダ川を経てヴェーザー川に合流する。

### 行程
ルール川は、その水源から基本的に東から西に向かって流れている。流れはライン・シーファー山地に挟まれている。最初、流れはB480に沿って北に流れる。アルンスベルガー・ヴァルト自然公園のブルーフハウザー・シュタイネンの西側を過ぎ、オルスベルク付近で西に進路を変える。この町の背後は自然公園の高い山がそびえており、川が北へ流れるのを遮っている。メシェデをすぎたあたりからルール川はA46に沿ってアルンスベルクを過ぎるまで西に流れる。西側のハールシュトラング丘陵のため北西に進路をとりヴィケーデで再び西に向かう。このあと30kmほど、ハーゲンとドルトムントの間で最も大きな支流であるレネ川と合流する。これにより水流量は30m³/sから55m³/sと倍近くになる。ヴェッター付近ではアーデイ山地の影響で蛇行する。ハールシュトラング丘陵もアーデイ山地も小さな丘陵地であり、緩やかに北側のヴェストフェーリシェ・ブフト (de:Westfälische Bucht)へ下ってゆく。ルール川はルール地方の南部を西に向かって流れてゆく。

### 河口

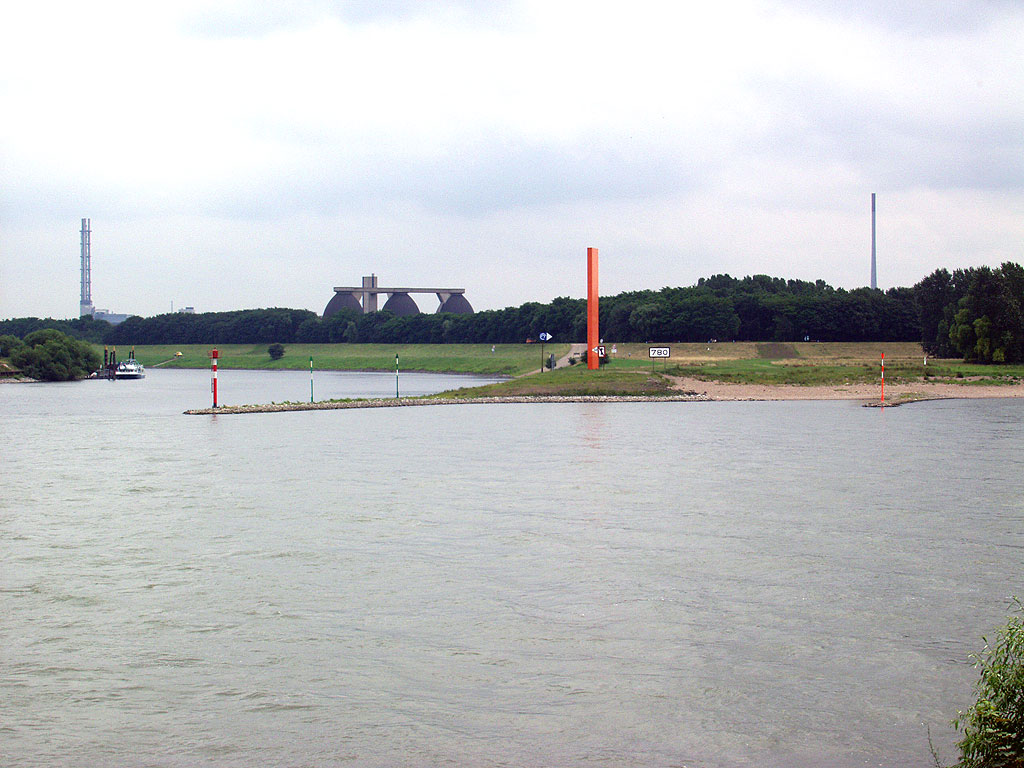
ルール川とライン川との合流点。ラインオレンジと名付けられたモニュメントが建つ。

ルール川は159の橋をくぐり、217kmを流れ、標高17mのデュースブルク＝ルールオルトでライン川と合流する。

### ルール川の支流
ルール川の支流の主なものは、ヒル川、ネーガー川、ギールスコップバッハ川、エルペ川、ファルメ川、ニーエルバッハ川、ヘンネ川、ゲプケ川、ヴェンネ川、ヴァンネ川、レール川、メーネ川、ヘンネ川、バールバッハ川、エルゼバッハ川、レネ川、フォルメ川、エルバッハ川、ダイルバッハ川などである。

### ルール流域の町
ルール川は以下の町を流れている。ヴィンターベルク、オルスベルク、ベストヴィヒ、メシェデ、アルンスベルク、エンゼ、ヴィッケーデ、フレンデンベルク、メンデン、ホルツヴィッケーデ、イーザーローン、シュヴェルテ、ドルトムント、ハーゲン、ヘルデッケ、ヴェッター、ヴィッテン、ボーフム、ハッティンゲン、エッセン、ミュールハイム・アン・デア・ルール、オーバーハウゼン、デュースブルク。

## ルール川の意義

### 水利

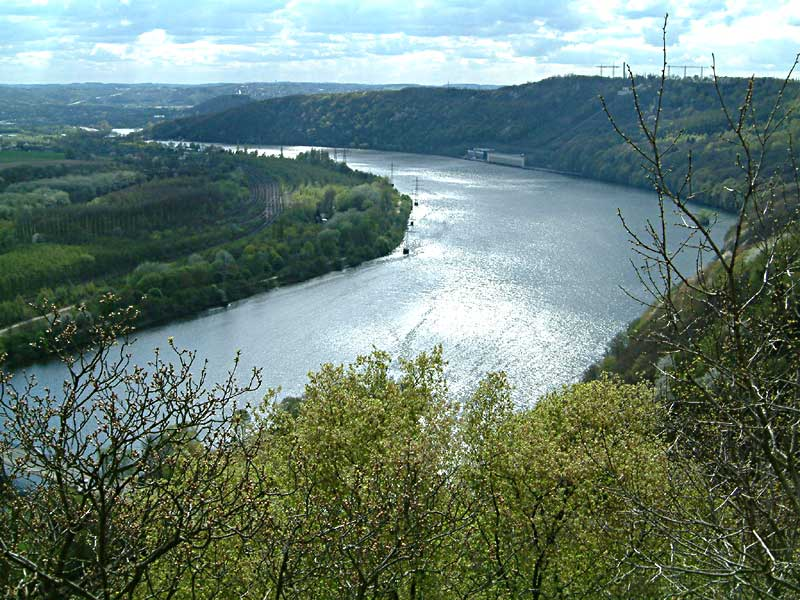
水量調整のための人造湖の一つ、レネ川との合流直後に造られたヘンクシュタイゼー湖。

ルール川は、ザウアーラント山地で小川となる以前からすでに蛇行の多い川である。高水位時の水量は、低水位時の500倍であり、これはライン・シーファー山地の状況を反映している。渇水期にはほんのわずかな水しか得られないことがある。主に飲料水を確保するため、あるいは水量調整のためにザウアーラントにいくつかのダムが築かれている。ドルトムントとエッセンの間の5つの人造湖は、もっぱら水量調整のためのものである。
ルール川の直截な流域には、その水を飲料水や工業用水として利用している人が220万人暮らしている。水は河床の砂利や砂で濾過され、水資源利用プラントで浄化され20の水供給会社から供給されている。水資源利用のための十分な水量を確保するために8つの水再利用プラントを通して水はダムに戻される。これらを合わせて年間51億m³の飲料水が生産されている。これらの水はルール川の流域からパイプラインで、たとえばエムシャー川流域のような、隣接する地域にも運ばれ利用され、ルール川は合わせて約520万人に水を供給している計算になる。ルールフェアバントという水利協会が設けられている。
先述したような地形の都合でルール川の集水域は、その南側に偏在しており、エムシャー川流域との分水界はルール渓谷のわずかに北側に位置している。ルール川の支流も含めた流域面積はノルトライン＝ヴェストファーレン州のほぼ全域（4.485km²中4,481km²）とヘッセン州にわずかにかかる。

### 交通
ルール川の河口からミュールハイム・アン・デア・ルールのやや上流までは、連邦水路のルール航行運河となっている。それよりも上流へは、エッセン＝レリンクハウゼンまで地方水路となっており、深さ1.7m、全長38m、幅5.2mまでの船であれば航行できる。
この水路の意義は18世紀までは石炭を運ぶことにあった。ルール川の自然な状態で、航行できるのは、ルールオルトの河口からミュールハイム・アン・デア・ルールまでであった。14世紀にデュースブルク、ルールオルトとミュールハイムの水運が始まった。ミュールハイム地区の炭坑だけが、この安価な輸送路によって利を得た。周辺の小さな炭坑を結び、ミュールハイムにはルール地方で初めての石炭貯蔵庫が作られた。1750年頃には、ルール川はライン地方への石炭の輸送路として重要な役割を担った。石炭採掘の発展により、その石炭を、ゾーリンゲンやクローネンベルクといった消費地に運ぶ輸送路が必要となっていた。
1770年、フリードリヒ2世治世のプロイセン王国は、船の航行を可能にするための川の改修を検討し、1774年から1780年にかけて、その工事を行った。堰や突堤、あるいは今日ではサイクリングロードとなっている牽引路はこの時代に作られた。

1780年から1801年の間にはフレンデンベルク＝ランクシェーデまで航行することが可能となった。小さなランクシェーデ港には、周辺地域の穀物やウンナ＝ケーニヒスボルンの塩が運ばれた。19世紀以降、交通手段は鉄道に移行し、ミュールハイム・アン・デア・ルールより上流では、ルール川を利用した商品輸送は行われなくなった。しかし、それでも河口近くのデュースブルク＝ルールオルトにはヨーロッパ最大の内港がある

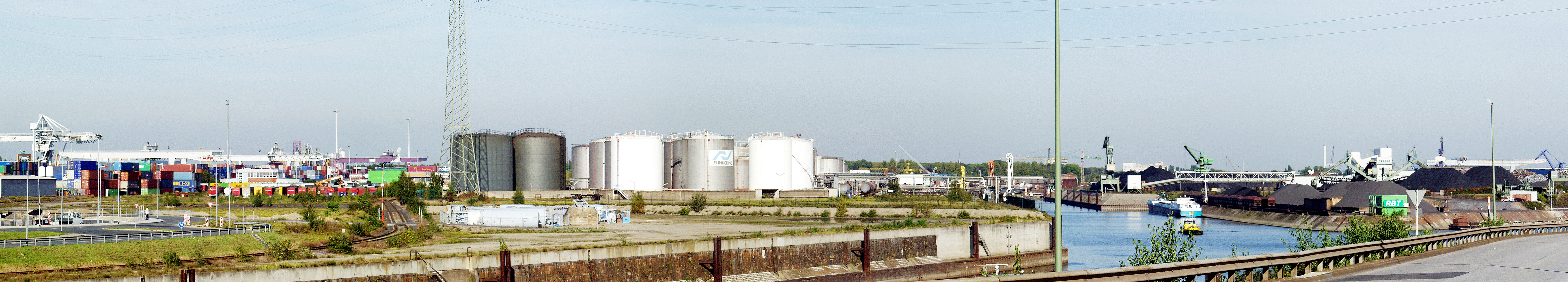
デュースブルク＝ルールオルト港

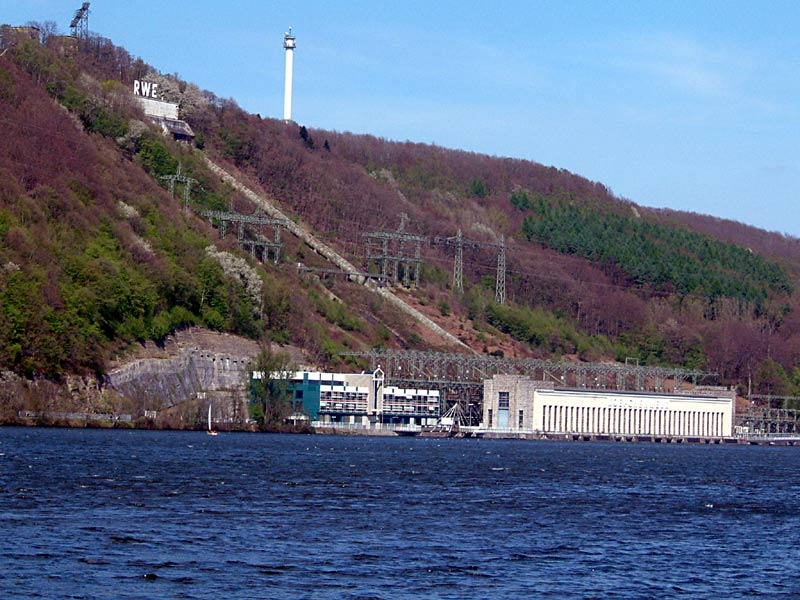
ヘルデッケの揚水式水力発電所

### エネルギー供給
ルール川は、その上流から発電にも用いられている。ルール川には数多くの、中には個人所有のものもあるが、水力発電所があり、その多くは、流路式水力発電である。たとえば、ヴィーメリンクハウゼン、オルスベルク、ヌトラー、アルフェルト、フェルメーデ、エーファースベルク、ハインリッヒスタール、ヴィルトハウゼン、アルンスベルク、ヴェストホフェン、ヴェッター、ヴィッテンといった発電所がある。ヘルデッケには、大規模な揚水式水力発電所がある。さらには石炭を用いた火力発電所の冷却水としてもルール川の水は利用されている。

### レクリエーション

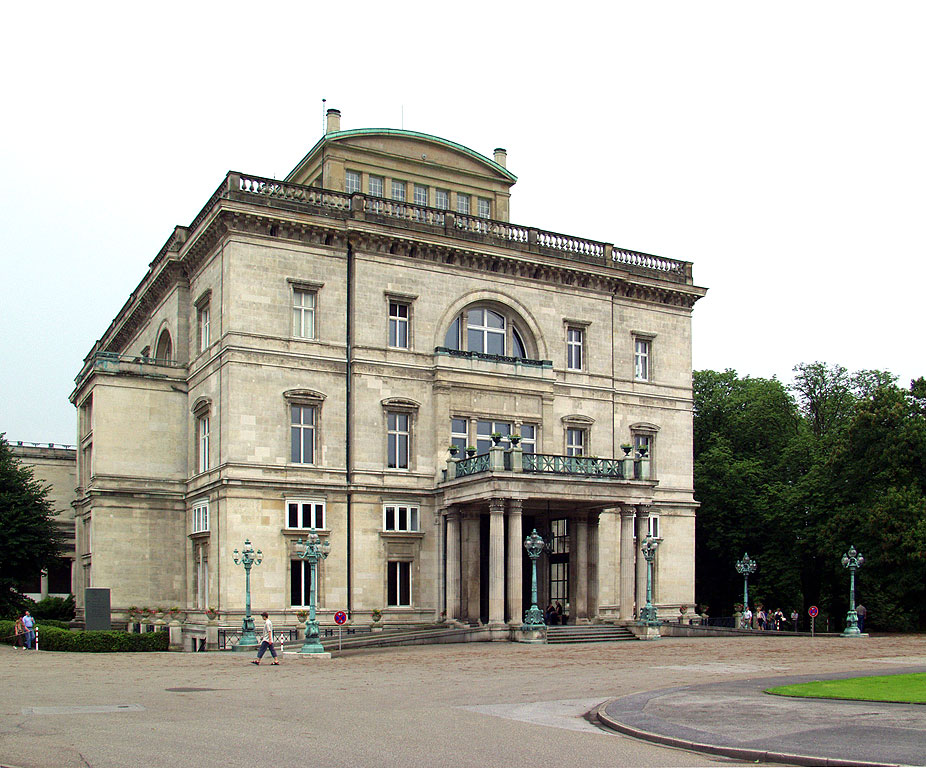
ヴィラ・ヒューゲルの正面

ルール渓谷、とりわけルール地方の人にとってはレクリエーションの場としても重要な役割を担っている。ルール川の堤防はおおむね、企業や建物にじゃまされない草地となっている。堤防に沿って多くのサイクリングロードや遊歩道が整備されている。ルール川の一部では船を使った旅行も可能である。ルール川の人造湖は、ヘンクシュタイゼー湖、ハルクオルトゼー湖、ケムナダー湖、バルデナイゼー湖、ケットヴィガー湖があり、ミュールハイム・アン・デア・ルールにルール遊覧船ヴァイセン・フロッテの起点となるヴァッサーバーンホフ（水の駅）がある。人造湖は、特に夏にはルール地方のインラインスケートのゴール地点となっている。
ルール川に沿って、全長240kmのルールヘーヘンヴェグと名付けられたトレッキングコースがザウアーラント登山愛好会によって整備されており、水源から河口まで歩くことができる。
ルール川は、早くからすでに近郊のレクリエーション地となっており、その流域の高台は裕福な人々の住宅地であった。アルフレート・クルップが1873年にエッセンの南、ルール川沿いの高台に建てたヴィラ・ヒューゲル（写真）はその典型的な例である。
ルール地方は、ルール川からその名が付けられた。この地域の工業もここから始まっている。ルール川は、航行可能な交通路であると同時に、ルール地方の石炭層の南限でもあった。石炭層はルール川付近では表層近くに現れるが、北部では地中深くに入り込んでいる。このため鉱業は、最初ルール川近くで起こり、開発された工業地帯にその名を冠することとなった。
ルール川は、その北側に開発されたルール工業地域の南限になっている。ルール地方の大規模な工業化が始まったのは、19世紀半ばのことで、鉱業は北部のエムシャー地方に移行していった。この頃すでにルール川は、大変に汚れた川であったが、エムシャー川が汚水の多くの部分を運ぶようになり、ルール川の負荷は軽減した。
2006年4月に、水源から河口までの220kmのルール渓谷自転車道に標識がつけられた。

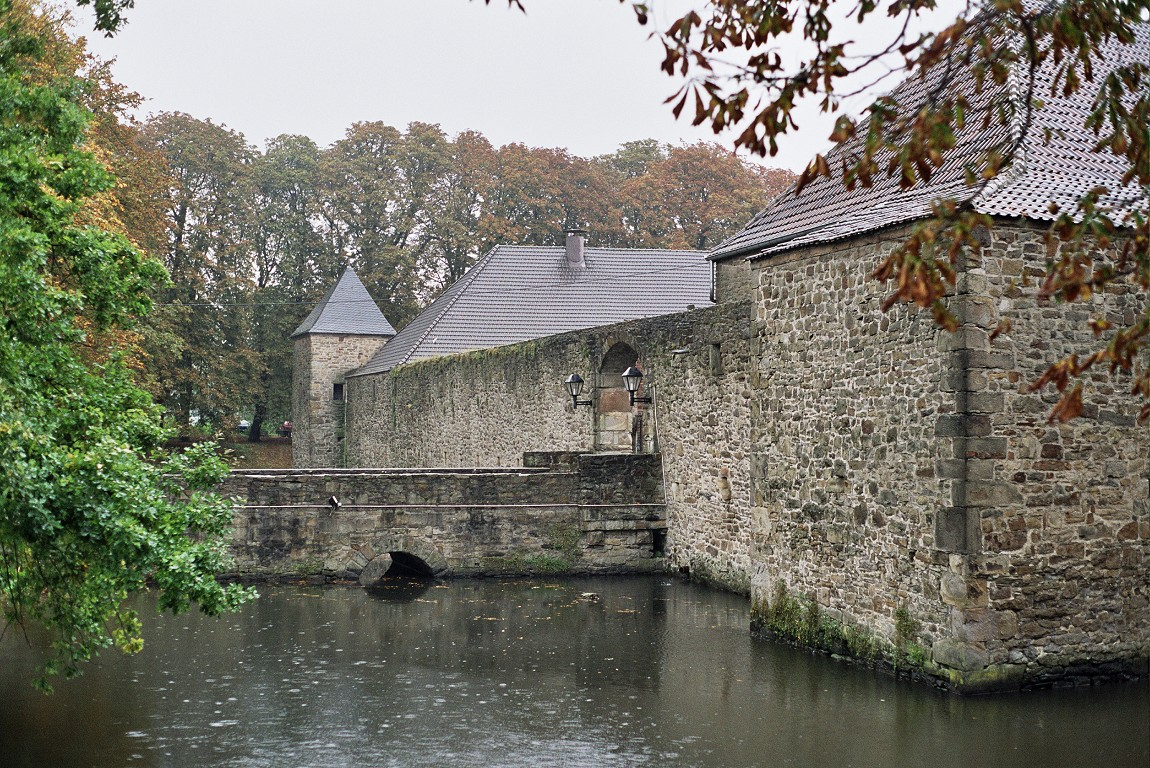
ケムナーデ館

### 歴史的建造物
風光明媚なことに加えて、南の山岳地帯と北の平野部とを結ぶ重要な交易路を川が横切っているため、ルール渓谷の斜面には多くの城や貴族の館が作られた。その中には13世紀の大司教区、伯爵領、公爵領に属したものもある。
今日でも使われているものあるいは城趾が残るものとして、アルンスベルクのアルンスベルク城、ホルツヴィッケーデのオーファーディッケ館、ドルトムントのホーヘンジーベルク、ハーゲンのヴェルトリンゲンの水城、ヴェッターのフォルマーシュタイン城、ヘルデッケのグート・シェーデ、マリンクロット館、ヴィッテンのシュタインハウゼン城、ハーデンシュタイン城、ヴィッテン館、ハーベーデ館、ハッティンゲンのケムナーデ館、ブランケンシュタイン城、イーゼンブルク城、エッセンのアルテンドルフ城、新イーゼンブルク城がある。